# Лаше, Ванесса
Ване́сса Джой Лаше́ (англ. Vanessa Joy Lachey), урождённая Минни́лло (англ. Minnillo; род. 9 ноября 1980, авиабаза Кларк, Анхелес, Филиппины) — американская телеведущая, модель и актриса. Бывшая Miss Teen USA, нью-йоркский корреспондент Entertainment Tonight и ведущая Total Request Live на MTV.

## Биография

### Детские годы
Ванесса Миннилло родилась на авиабазе Кларк на Филиппинах. Её отец, Винс Миннилло, рождённый в Кливленде штат Огайо, был военным лётчиком, а мать, Хелен Берсеро, уроженка города Манила Филиппины. У Ванессы также есть брат Винсент, который старше её на два года. Из-за профессии отца семье приходилось часто переезжать с места на место. Они жили в Калифорнии, Неваде, Флориде, Германии и Японии. Из-за этого Ванессе часто приходилось учиться в разных школах (всего она сменила семь школ).
В 1986 году родители Ванессы развелись. Ванесса с братом остались жить с матерью, которая вскоре повторно вышла замуж, и они переехали жить в Турцию. В 1990 году, после начала войны в Персидском заливе, мать отправила детей к отцу в США. Они обосновались в Чарльстоне, Южная Каролина, где Ванесса окончила школу.

### Карьера
С 1996 года Ванесса начала принимать участие в конкурсах красоты. Она выиграла конкурс Miss South Carolina Teen USA, а через два года, 17 августа 1998 года, — Miss Teen USA, став первым победителем от Южной Каролины. Она также стала обладательницей титула «Мисс Конгениальность».
Конкурсы красоты стали стартовой площадкой в её дальнейшей карьере. С 2003 по 2007 год Ванесса была ведущей Total Request Live на MTV, а с 2005 года — корреспондентом Entertainment Tonight. Она была ведущей Miss Teen USA (2004) и соведущей «Мисс Вселенная» (2007).
После ухода с MTV и Entertainment Tonight Ванесса рекламировала джинсовую коллекцию BONGO, снималась для обложек журналов Maxim (октябрь 2005, октябрь 2006), Shape (март 2007), Lucky (июль 2007).
В мае 2006 года она заняла 15-е место в рейтинге Hot 100 журнала Maxim.
Ванесса снималась в эпизодических ролях в телесериалах That’s Life, City Girls, «Дерзкие и красивые», «Ясновидец» и Maybe It’s Me. В 2008 году она сыграла роль Эшли в комедийном сериале «Как я встретил вашу маму» и снялась в комедии «Нереальный блокбастер».
В 2011 году Миннилло снялась в одной серии детективного телесериала «Гавайи 5.0» в роли Сьюзан.

## Личная жизнь
С 15 июля 2011 года Ванесса замужем за музыкантом Ником Лаше, с которым она встречалась пять лет до свадьбы. У супругов трое детей: сын Кэмден Джон Лаше (род. 12.09.2012), дочь Бруклин Элизабет Лаше (род. 05.01.2015), и ещё один сын — Феникс Роберт Лаше (род. 24.12.2016). Их младший сын, Феникс, родился на 10 недель раньше положенного срока и провёл в больнице, в отделении интенсивной терапии, первые шесть недель своей жизни.

## Фильмография
| Год       |   | Русское название                                       | Оригинальное название        | Роль                          |
| --------- | - | ------------------------------------------------------ | ---------------------------- | ----------------------------- |
| 2001      | с | Это жизнь                                              | That's Life                  | Чирлидер                      |
| 2001      | с | Городские парни                                        | City Guys                    | горячая девчонка              |
| 2001      | с | Дерзкие и красивые                                     | The Bold and the Beautiful   | Аманда Векслер                |
| 2002      | с | Может это я                                            | Maybe It's Me                | Сексуальная студентка         |
| 2007      | ф | Фантастическая четвёрка: Вторжение Серебряного сёрфера | 4: Rise of the Silver Surfer | Джулия Энджел, подруга Джонни |
| 2008      | с | Как я встретил вашу маму                               | How I Met Your Mother        | Эшли                          |
| 2008      | ф | Нереальный блокбастер                                  | Disaster Movie               | Эми                           |
| 2009—2010 | с | Красота наизнанку                                      | True Beauty                  | Ведущая                       |
| 2009      | с | C.S.I.: Место преступления Нью-Йорк                    | CSI: NY                      | Грейс Чендлер                 |
| 2010      | с | Ясновидец                                              | Psych                        | Джина (Мэри Армстронг)        |
| 2011      | с | Студия 30                                              | 30 Rock                      | Кармен Чао                    |
| 2011      | с | Гавайи 5.0                                             | Hawaii Five-0                | Сьюзан                        |
| 2015      | с | По правде говоря                                       | Truth Be Told                | Трейси                        |